# Gaitán
Gaitán ist ein spanischer Familienname.

## Namensträger
- Carolina Gaitán (* 1984), kolumbianische Schauspielerin und Sängerin
- Haramara Gaitan (* 1996), surinamische Badmintonspielerin
- Jorge Eliécer Gaitán (1903–1948), kolumbianischer Politiker
- Martín Gaitán (* 1978), argentinischer Rugby-Union-Spieler
- Natalia Gaitán Laguado (* 1991), kolumbianische Fußballspielerin
- Nicolás Gaitán (* 1988), argentinischer Fußballspieler
- Paulina Gaitán (* 1992), mexikanische Schauspielerin
- Tabita Gaitán (* 2006), guatemaltekische Squashspielerin
- Walter Gaitán (* 1977), argentinischer Fußballspieler

## Sonstiges
- Apostolisches Vikariat Puerto Gaitán, römisch-katholisches Apostolisches Vikariat in Kolumbien
- Construcciones Gaitan, ehemaliger spanischer Automobilhersteller